# University of Bolton Stadium
Het University of Bolton Stadium is de thuishaven van de Engelse voetbalclub Bolton Wanderers.
Het stadion telt 28.723 zitplaatsen en werd geopend in 1997, ter vervanging van Burnden Park, het voormalige stadion van de club. Ondanks de betere voorzieningen en hogere capaciteit was de verhuizing niet van harte voor veel fans. Dit was enerzijds te wijten aan het feit dat het stadion werd gebouwd in Horwich, buiten de stad Bolton. Anderzijds riep het oude stadion veel emotionele herinneringen op. Daarom werd de straatnaam van het Reebok Stadium genoemd naar het oude stadion: Burnden Way.
Het Reebok Stadium werd genoemd naar sponsor Reebok. Ook dit kon door veel fans maar matig gewaardeerd worden. Ze vonden het ongehoord en onpersoonlijk dat de naam van het stadion werd verkocht. In de loop der jaren is de naam Reebok Stadium echter geaccepteerd en zo doorgedrongen tot de supporters dat ze het anno 2018 nog altijd over the Reebok hebben als ze over het stadion praten. Tot 2014 heeft het stadion zo geheten. Van 2014 tot en met 2018 heette het stadion Macron Stadium. Met ingang van het seizoen 2018/19 kreeg het stadion zijn huidige naam.

## Primeurs
- De eerste competitiewedstrijd (Premier League) in het Reebok Stadium was die tussen Bolton en Everton FC op maandag 1 september 1997. De wedstrijd eindigde op 0-0. Twee weken later eindigde ook de wedstrijd tegen Manchester United op een doelpuntloos gelijkspel.
- De eerste speler die kon scoren in het Reebok Stadium was Alan Thompson vanaf de stip tegen Tottenham Hotspur op 23 september 1997. Chris Armstrong scoorde de gelijkmaker voor Tottenham. Uitslag: 1-1.
- De eerste wedstrijd voor de League Cup vond plaats op 30 september 1997. Bolton speelde 4-4 gelijk tegen Leyton Orient, maar haalde het na strafschoppen.
- De eerste club die een competitiewedstrijd kon winnen was Aston Villa (0-1) op 4 oktober 1997 in de vijfde match in het Reebok Stadium. Savo Milošević scoorde het doelpunt.
- De eerste FA Cup-wedstrijd vond plaats in het volgende seizoen, op 1 januari 1999. Bolton verloor met 1-2 van Wolverhampton.
- Lokomotiv Plovdiv was de eerste bezoekende ploeg in de UEFA Cup, op 15 september 2005. Boban Janchevski scoorde voor de bezoekers, maar twee late doelpunten van El Hadji Diouf en Jared Borgetti zorgden voor de eerste Europese thuisoverwinning van Bolton in de geschiedenis.
- De eerste rugbywedstrijd was die tussen Brisbane Broncos en St Helens RLFC.

Naast voetbal biedt het Reebok Stadium ook andere diensten, zoals een hotel en kantoren. Het stadion werd bovendien reeds gebruikt voor concerten van onder meer Oasis, Elton John en Coldplay. Verder vonden er ook verscheidene rugby-interlands, het UK Open Darts Championship en bokswedstrijden met lokale bokser Amir Khan plaats.

## Records
- Hoogste toeschouwersaantal: 28.353 tegen Leicester City op 28 december 2003 (Premier League)
- Laagste toeschouwersaantal: 3.673 tegen Gillingham FC op 21 september 1999 (League Cup)
- Laagste toeschouwersaantal (Premier League): 17.624 tegen Middlesbrough op 11 november 2007
- Hoogste toeschouwersaantal (UEFA Cup): 26.163 tegen Atlético Madrid op 14 februari 2008
- Hoogste toeschouwersaantal (FA Cup): 23.523 tegen Arsenal op 12 maart 2005
- Hoogste toeschouwersaantal (League Cup): 18.037 tegen Tottenham op 27 oktober 2004

American Express Community Stadium  (Brighton & Hove Albion)  ·
Anfield  (Liverpool)  ·
Brentford Community Stadium  (Brentford)  ·
City Ground  (Nottingham Forest)  ·
Craven Cottage  (Fulham)  ·
Dean Court  (Bournemouth)  ·
Emirates Stadium  (Arsenal)  ·
Etihad Stadium  (Manchester City)  ·
Goodison Park  (Everton)  ·
King Power Stadium  (Leicester City)  ·
Molineux Stadium  (Wolverhampton Wanderers)  ·
Old Trafford  (Manchester United)  ·
Olympisch Stadion  (West Ham United)  ·
Portman Road  (Ipswich Town)  ·
St. James' Park  (Newcastle United)  ·
St. Mary's Stadium  (Southampton)  ·
Selhurst Park  (Crystal Palace)  ·
Stamford Bridge  (Chelsea)  ·
Tottenham Hotspur Stadium  (Tottenham Hotspur)  ·
Villa Park  (Aston Villa) 
Ashton Gate  (Bristol City)  ·
bet365 Stadium  (Stoke city)  ·
Bramall Lane  (Sheffield United)  ·
Cardiff City Stadium  (Cardiff City)  ·
Carrow Road  (Norwich City)  ·
Coventry Building Society Arena  (Coventry City)  ·
Deepdale  (Preston North End)  ·
The Den  (Millwall)  ·
Elland Road  (Leeds United)  ·
Ewood Park  (Blackburn Rovers)  ·
Fratton Park  (Portsmouth)  ·
The Hawthorns  (West Bromwich Albion)  ·
Hillsborough  (Sheffield Wednesday)  ·
Home Park  (Plymouth Argyle)  ·
Kassam Stadium  (Oxford United)  ·
Kenilworth Road  (Luton Town)  ·
Loftus Road  (Queens Park Rangers)  ·
MKM Stadium  (Hull City)  ·
Pride Park  (Derby County)  ·
Riverside Stadium  (	Middlesbrough)  ·
Stadium of Light  (Sunderland)  ·
Swansea.com Stadium  (Swansea City)  ·
Turf Moor  (Burnley)  ·
Vicarage Road  (Watford) 
Abbey Stadium  (Cambridge United)  ·
Adams Park  (Wycombe Wanderers)  ·
Bloomfield Road  (Blackpool)  ·
Brisbane Road  (Leyton Orient)  ·
Broadfield Stadium  (Crawley Town)  ·
Broadhall Way  (Stevenage)  ·
DW Stadium  (Wigan Athletic)  ·
Edgeley Park  (Stockport County)  ·
Field Mill  (Mansfield Town)  ·
John Smith's Stadium  (Huddersfield Town)  ·
London Road  (Peterborough United)  ·
Madejski Stadium  (Reading)  ·
Memorial Stadium  (Bristol Rovers)  ·
New Meadow  (Shrewsbury Town)  ·
New York Stadium  (Rotherham United)  ·
Oakwell Stadium  (Barnsley)  ·
Pirelli Stadium  (Burton Albion)  ·
Racecourse Ground  (Wrexham)  ·
Sincil Bank  (Lincoln City)  ·
Sixfields Stadium  (Northampton Town)  ·
St. Andrew's Stadium  (Birmingham City)  ·
St James Park  (Exeter City)  ·
The Valley  (Charlton Athletic)  ·
University of Bolton Stadium  (Bolton Wanderers) 
Bescot Stadium  (Walsall)  ·
Blundell Park  (Grimsby Town)  ·
Brunton Park  (Carlisle United)  ·
Colchester Community Stadium  (Colchester United)  ·
County Ground  (Swindon Town)  ·
Crown Ground  (Accrington Stanley)  ·
Globe Arena  (Morecambe)  ·
Gresty Road  (Crewe Alexandra)  ·
Hayes Lane  (Bromley)  ·
Highbury Stadium  (Fleetwood Town)  ·
Holker Street  (Barrow)  ·
Keepmoat Stadium  (Doncaster Rovers)  ·
Meadow Lane  (Notts County)  ·
Moor Lane  (Salford City)  ·
Plough Lane  (Wimbledon)  ·
Prenton Park  (Tranmere Rovers)  ·
Priestfield Stadium  (Gillingham)  ·
Rodney Parade  (Newport County)  ·
SMH Group Stadium  (Chesterfield)  ·
Stadium MK  (MK Dons)  ·
Vale Park  (Port Vale)  ·
Valley Parade  (Bradford City)  ·
Wetherby Road  (Harrogate Town)  ·
Whaddon Road  (Cheltenham Town) 